# Лондонский университет королевы Марии
Лондонский университет королевы Марии (англ. Queen Mary University of London, сокращённо QMUL или QM) — высшее учебное заведение в Лондоне (Великобритания), государственный исследовательский университет и один из учредителей федерального Лондонского университета. Это один из крупнейших и престижнейших вузов Великобритании. Свою историю ведёт от Медицинского колледжа Лондонской больницы, основанного в 1785 году. Университет был образован в результате слияния четырёх исторических колледжей. Назван в честь Марии Текской, королевы Великобритании.
Лондонский университет королевы Марии — единственный столичный университет, обладающий полностью самодостаточным студенческим городком в центре Лондона (общежития, магазины, рестораны, банки и др.). Учебное заведение состоит из 5 кампусов, крупнейший из которых находится в Майл-Энде (восточная часть города). Остальные кампусы расположены в районах Уайтчепел, Чартерхаус-Сквер и Смитфилд (отделения медицины и стоматологии), а также Холборн (магистерские отделения школы права, исследовательский центр торгового права). Главный корпус находится рядом со станциями метро Brick Lane и Shoreditch. В непосредственной близости находятся районы Сити, Кэнэри-Уорф и Олимпийский парк.
В университете обучаются около 21 045 студентов дневной формы обучения. Штат университета состоит из 4000 сотрудников. Годовой оборот университета составляет около 350 млн фунтов стерлингов, из которых около 100 млн фунтов стерлингов университет получает в качестве исследовательских грантов и контрактов. Университет королевы Марии состоит из трех факультетов — факультет гуманитарных и социальных наук, факультет естественных и инженерных наук, института Бартса и Лондонской школы медицины и стоматологии.
В 2020 году университет занял 114-е место из 700 университетов по всему миру и 19-е в Великобритании. Кроме того, в 2013 году Академический рейтинг университетов мира Шанхайского университета Цзяо Тун разместил вуз в топ-20 в Великобритании и во второй сотне по всему миру. Среди выпускников университета пять лауреатов Нобелевской премии.
Университет является членом группы «Рассел» — группы ведущих исследовательских университетов Великобритании. Университет состоит в стратегическом партнерстве с университетом Уорика, а также сотрудничает с Royal Holloway Лондонского университета в запуске программы института Лондонского университета в Париже.

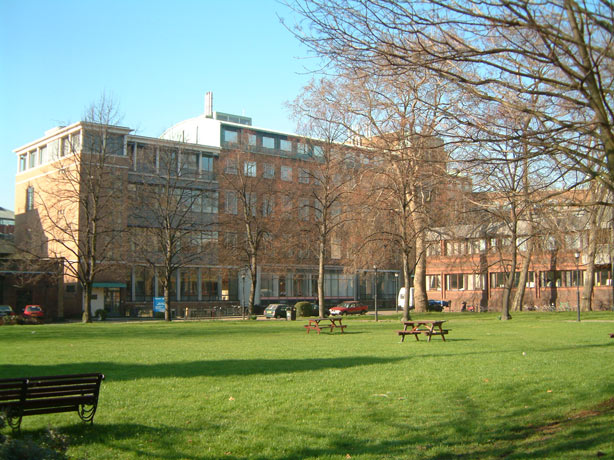
Сквер Чартерхаус Университета

## Академический профиль
В штате университета состоит около 4000 сотрудников. Основными специализациями образования и науки университета являются гуманитарные, социальные, правовые, медицинские и технические направления. Чуть более 30 процентов студентов-иностранцев представляющих 130 стран мира.
Ведущие направления подготовки:
актерское искусство —1-е место в стране;
география — 1-е место в стране;
лингвистика — 1-е место в стране;
медицина — 1-е место среди вузов Лондона;
стоматология — 2-е место в стране;
английский язык и литература — 2-е место в стране;
экономика, испанистика, право, русский язык — в национальном топ-10.
Согласно опросу персонала 2011 года — университет является для них престижным местом работы.

### Исследовательская деятельность
В 2009/10 учебном году университет получил в общей сложности 68,5 млн фунтов стерлингов научно-исследовательских грантов и контрактов, что явилось самым высоким исследовательским доходом среди университетов Великобритании.
По результатам Research Assessment опубликованным в декабре 2008 года в газете Гардиан университет был помещен на 11-м месте и на 13-м по рейтингу Times Higher Education Supplement. Times Higher охарактеризовал университет как «самая большая звезда среди наукоемких учреждений был Лондонский университет Королевы Марии, который поднялся с 48-го места в 2001 году до 13-го в 2008 году, на 35 мест вверх». В 2012 году за качество и количество научных исследований университет был включен в Russell Group (группа наукоемких университетов в Великобритании).

### Библиотеки
Главная библиотека находится на территории студенческого городка Mile End — в ней представлено большинство книг университета. В университете также имеются две медицинских библиотеки в Вайтчепеле и Западном Смитфилде. Кроме того студенты университета королевы Марии имеют доступ к Библиотеке Сената.

### Рейтинги
В международном рейтинге университет занимает 115-е место в QS World University Rankings.
Кроме того, Лондонский университет королевы Марии входит в Топ-10 медицинских вузов.
Университет занимает шестое место среди университетов Великобритании по трудоустройству. Величина начальной зарплаты выпускников университета — вторая в Великобритании. Согласно Народному студенческому обзору 2011 года университет королевы Марии занял первое место в Великобритании. В аэрокосмической промышленности университет занимает 2-е место, в области машиностроения пятое, среди инженерных вузов занимает 1-е место в Лондоне. Уровень удовлетворения университетом студентами достигает 88 %.
Документы об образовании выданные Лондонским университетом королевы Марии признаются в Российской Федерации без процедуры нострификации.

## Факультеты
| Факультеты                                                 | Количество сотрудников | Кол-во студентов бакалавриата | Количество аспирантов и докторантов | Годовой оборот |
| Факультет гуманитарных и социальных наук                   | 400                    | 4,000                         | 2,300                               | £43 миллионов  |
| Факультет естественных и инженерных наук                   | 600                    | 3,000                         | 800                                 | £53 миллионов  |
| Институт Бартса и Лондонская школа медицины и стоматологии | 1,000                  | 2,300                         | 1,000                               | £110 миллионов |